# Шахворостов, Александр Викторович
Александр Викторович Шахворостов (род. 28 января 1968, Усть-Каменогорск) — советский хоккеист, нападающий, российский тренер. Мастер спорта. Заслуженный тренер России (2015).

## Биография
Начинал заниматься хоккеем в «Торпедо» Усть-Каменогорск у Владимира Решетникова, затем тренировался у Владимира Гольца. В «Торпедо» дебютировал в сезоне 1984/85 первой лиги, проведя пять матчей; в следующем сезоне сыграл 36 матчей. Армейскую службу проходил в клубе первой лиги СКА Свердловск, проведя в сезонах 1986/87 — 1987/88 74 игры. Карьеру игрока был вынужден завершить в 20 лет из-за проблем с сердцем. Работал воспитателем, экспедитором, плотником, бетонщиком. Выпускник первого набора ВШТ академии хоккея.
При помощи друга Андрея Шаянова стал работать в школе «Торпедо» — с командой 1989 года рождения. В конце 1999 года переехал в российский Магнитогорск, где вместе с Шаяновым стал тренером в школе «Металлурга» — в команде 1984 года рождения. По ходу сезона команда стала бронзовым призёром чемпионата России, в следующем году победила в региональном первенстве Урала-Западной Сибири и завоевала серебряные медали чемпионата России. С командой «Металлурга» 1991 года рождения Шахворостов стал чемпионом России в 2005 и 2006 годах, а также чемпионом России среди регионов во главе команды региона «Урал-Западная Сибирь» 1991 года рождения. В 2007 году возглавил тренерский штаб хоккейной школы казанского «Ак Барса», стал тренером в команде «Ак Барс-2». Забрал с собой выпускников школы «Металлург» Егора Яковлева, Дениса Голубева и Евгения Орлова. Также среди воспитанников Шахворостова — Дмитрий Пестунов, Денис Абдуллин, Игорь Бобков, Сергей Терещенко, Павел Здунов, Александр Бурмистров.
Четыре сезона (2009/10 — 2012/13) работал тренером в команде МХЛ «Барс».
На победных для студенческой сборной России Универсиадах был тренером (2009) и главным тренером (2011).
Входил в тренерский штаб команд «Дизель» Пенза (2013/14), «Трактор» Челябинск (2014/15, КХЛ), «Авангард» Омск (апрель — октябрь 2015, КХЛ). Полгода работал в Венгрии. В сезонах 2017/18 — 2019/20 — тренер в команде ВХЛ «Нефтяник» Альметьевск.
В 2019 году пережил обширный инсульт, перенёс две операции. В сезоне 2020/21 — заместитель вице-президента магнитогорского «Металлурга» по методической работе. В сезоне 2021/22, до 15 ноября — тренер в «Дизеле». В сезоне 2023/24 — главный тренер команды чемпионата Казахстана «Торпедо» Усть-Каменогорск.

### Семья
Жена — Елена. Сыновья Виктор (род. 1995), Михаил (род. 2010) — хоккеисты.